# Inter Media Group
«Inter Media Group» — українська медіагрупа, заснована у 2005 році.

## Активи

### Телеканали
- Інтер — національний телеканал. Програми розраховані на масову авдиторію та враховують потреби всіх соціальних та вікових груп населення. Цільова авдиторія — 18-60 (вся Україна). Технічне покриття — 94,3 %.
- Enter-фільм — фільмовий телеканал. Цільова авдиторія — 18-54 (міста 50 тис.+).
- Піксель TV — дитячий телеканал. Пізнавальні, розвиваючі, навчальні та розважальні проєкти від виробників з усього світу. Також є проєкт «ТіВі Абетка». Цільова авдиторія — 0-7 (міста 50 тис.+).
- К1 — розважальний телеканал. Цільова авдиторія — 14-35 (міста 50 тис.+). Технічне покриття за панеллю GFK — 93,2 %.
- К2 — жіночий телеканал. Цільова авдиторія — жінки віком 18-50. Технічне покриття 71,8 %.
- Мега — пізнавальний телеканал. Документальні проєкти, власні програми, художні фільми, телесеріали. Цільова авдиторія — 18-54 (міста 50 тис.+).
- НТН — загальнонаціональний телеканал. Цільова авдиторія — 18-54.
- Zoom — просвітницько-інформаційний телеканал. Цільова авдиторія — 18-54 (міста 50 тис.+).
- Інтер+ — міжнародна версія телеканалу «Інтер» розрахований на закордонну авдиторію.

### Закриті канали
- Enter-music — замінено на «Піксель TV»
- Мегаспорт — замінено на «Мега»
- MTV Україна — замінено на «Zoom»

### FAST-канали
- Газда
- Готуємо разом
- Речдок
- Стосується кожного
- ОіР

## Історія
Медіагрупа Inter Media Group заснована у 2005 році.
- 2005 — купівля телеканалу «Інтер» (61 %);
- 2006, грудень — купівля телеканалів «К1», «К2» та «Мега» (100 %);
- 2007, жовтень — купівля телеканалу «НТН» (60 %);
- 2008, січень — купівля інформаційного агентства «Українські новини» (100 %).
- 2009, липень — купівля телеканалу «НТН» (100 %)
- 2009, жовтень — купівля телеканалу «Zoom»

У лютому 2013 року Валерій Хорошковський продав медіагрупу Дмитру Фірташу за 2,5 млрд доларів. За даними видання «Коммерсантъ Украина», Хорошковський вирішив вийти з бізнесу через проблеми з владою. Сам він заявив: «В обставинах, що склалися, у мене немає можливості забезпечувати подальший розвиток групи». Учасники ринку називали оголошену ціну угоди сильно завищеною. Пізніше стало відомо, що 20 % акцій компанії «GDF Media limited», яка стала власником холдингу «U.A. Inter Media Group», належать Сергію Льовочкіну. Керівницею медіагрупи стала Ганна Безлюдна.
3 лютого 2015 року компанії «GDF MEDIA LIMITED» та «INTER MEDIA GROUP LIMITED», що входить до групи компаній «Group DF» Дмитра Фірташа, викупили міноритарні пакети акцій ПрАТ «Телеканал „ІНТЕР“». Відповідні зміни були зареєстровані в органах державної реєстрації України. Таким чином, Group DF консолідувала 100 % акцій телеканалу «ІНТЕР», викупивши 29 % акцій, які належали ВАТ «Перший канал» (Росія), придбані за ринковою вартістю. Крім того, досягнута домовленість про придбання 10 % акцій, які належали компанії ТОВ «Пегас телебачення» (Україна). Вартість пакету акцій ВАТ «Перший канал» склала 100 мільйонів доларів США. Угоди укладені в рамках загальної стратегії управління та розвитку медійного бізнесу Group DF. Так, 100 % акцій телеканалу «Інтер» повністю контролювалися і управляються компаніями, власниками яких є Дмитро Фірташ (мажоритарний пакет) і Сергій Льовочкін (міноритарний пакет).
У листопаді 2023 року до наглядової ради групи увійшли власник «Film.UA Group» Сергій Созановський і його партнер Сергій Кононов. Новим головою правління призначено Олександра Пилипця, який раніше очолював ТОВ «Національні інформаційні системи», що входить до групи та виробляє програми для «Інтера».

## Конфлікти з провайдерами
У березні 2021 року у медіахолдингу заявили про плани припинити співпрацю з мережею «Ланет» і забрати з її пакетів свої канали, не пояснюючи причин. Інтернет-асоціація України заявила, що вбачає у діях медіагрупи змову та тиск на провайдера. У квітні 2021 року АМКУ закликали медіагрупу утриматися від безпідставного припинення договорів із провайдерами. Медіагрупа все ж розірвала договір, а Ланет припинила трансляцію каналів медіагрупи і подала до суду проти медіагрупи.